# Shuai Jiao

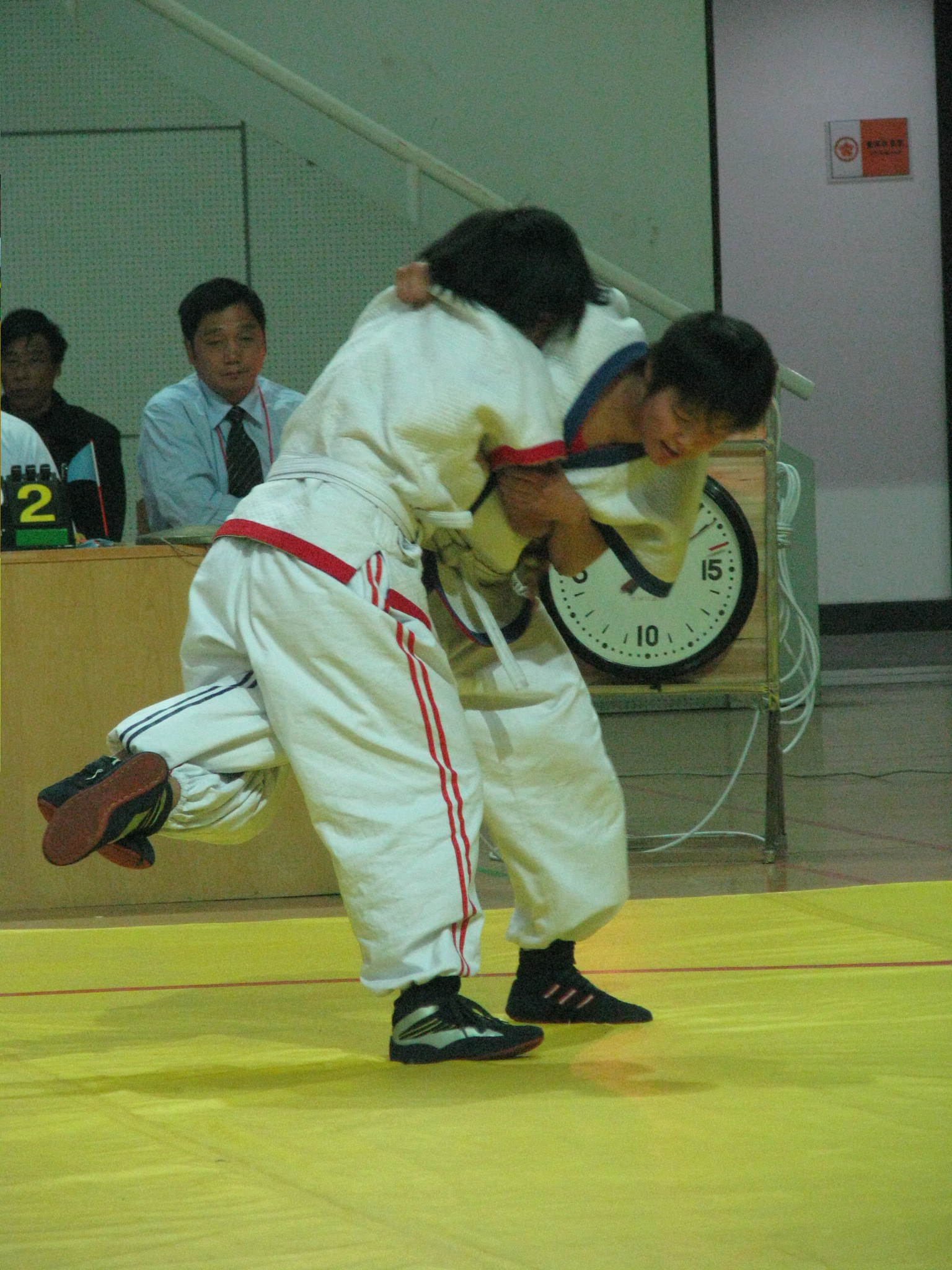
Moderno combate de shuai jiao.

Shuai jiao (Chino: 摔跤 o 摔角; Hanyu Pinyin: Shuāijiāo; Wade-Giles: Shuai-chiao) es el término moderno chino para referirse al arte de la lucha libre originaria del norte de China, especialmente las provincias de Beijing, Tianjin y Baoding. El mismo término es también usado en el idioma para referirse a la lucha mongola o a la occidental.
La denominación de lucha libre es engañosa, ya que el shuai jiao se basa menos en derribar al oponente que en lanzarlo o barrerlo, y utiliza uniformes y chaquetas holgadas para ayudar al agarre, de manera que recuerda mucho más al moderno judo o jujutsu que a ningún otro estilo de lucha tradicional asiática. Lo separan de estas artes, sin embargo, la presencia de golpes y patadas y la ausencia de lucha en el suelo.
El shuai jiao tiene una larga historia y ha experimentado varios cambios tanto en nombre como en forma. El término más antiguo , Jǐao dǐ (cuerno empalmado),se refiera a un antiguo deporte en el cual los competidores usaban un sombrero con cuernos con el cual intentaban punzar a sus oponentes. Leyendas estatales dicen que Jiao di fue usado en el 2697 a. C por el ejército del Emperador Amarillo para herir a los soldados de un ejército rebelde liderados por Chi You. Posteriormente, los jóvenes jugarían de manera similar, emulando las competencias del ganado doméstico, sin el sombrero.

## Traducción

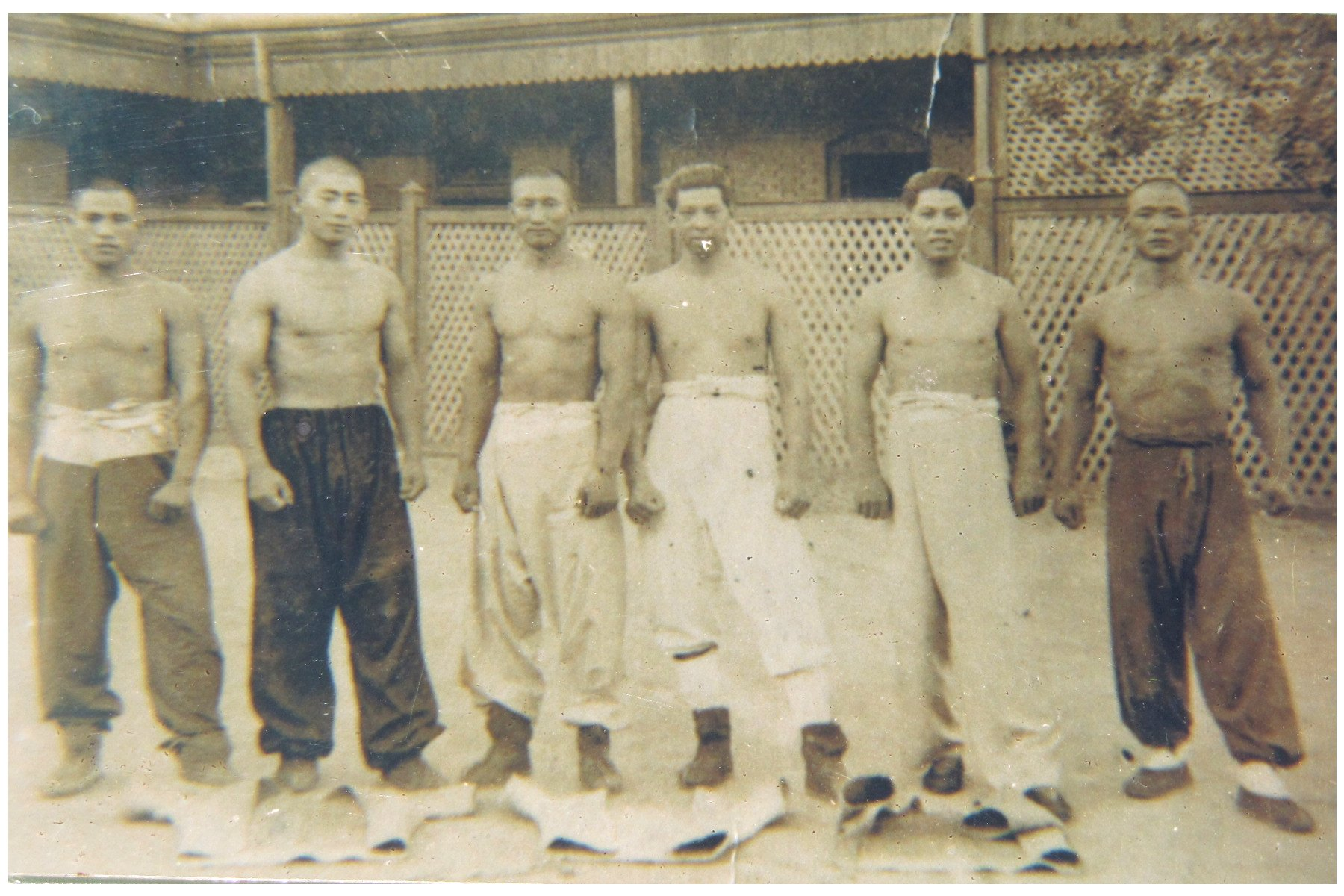
Principales maestros de shuai jiao en 1930. De derecha a izquierda, Zhang Lianchen, Zhang Hongyu, Wang Wenhai, Shi Enfu, Ma Wenping y Wang Haizheng.

La palabra shuai (摔), se traduce como «arrojar al suelo», mientras que jiao podría ser uno de estos dos caracteres: el primero y más antiguo, 角, traducido como «cuernos» y el segundo y más reciente, 跤, traducido como «lucha o zancadilla». Shuai jiao, por lo tanto, significa o bien «arrojar al suelo usando cuernos», o «arrojar al suelo mediante lucha de piernas».
Si bien una de la traducción de los «cuernos» es más figurativa que literal, podría interpretarse como una connotación de competición áspera, animalizada. Esta traducción más figurativa nos lleva a una posible tercera traducción del término shuai jiao que significaría «competir arrojando».